# Các quốc ca trong lịch sử Trung Quốc
Các quốc ca trong lịch sử của Trung Quốc bao gồm một số bài quốc ca chính thức và không chính thức của Trung Quốc được sáng tác vào đầu thế kỷ 20.
"Quốc ca Trung Quốc" có thể là:
- "Nghĩa dũng quân tiến hành khúc" tại Cộng hòa Nhân dân Trung Hoa
- "Quốc ca Trung Hoa Dân Quốc" tại Trung Hoa Dân Quốc tại Đài Loan

## Lý Trung Đường Lạc
Bán chính thức
Năm 1896, với mục đích của các phái đoàn ngoại giao đến Tây Âu và Nga, Lý Hồng Chương (Trung Đường là một thuật ngữ tôn trọng một tể tướng hoặc thủ tướng) được sử dụng trong lời bài hát chính trị kết hợp với âm nhạc Trung Quốc cổ để tạo ra một bài hát sau này được gọi là "Giai điệu của Lý Trung Đường"(李中堂樂).
| 金殿當頭紫閣重， 仙人掌上玉芙蓉， 太平天子朝天日， 五色雲車駕六龍。 | Trong Tử Cấm Thành, giữa những gian nhà tím muôn trùng, Như đóa sen ngọc thạch trong lòng bàn tay kẻ bất tử, Thiên tử của Đại đồng bái lạy mặt trời của Thiên đàng, Trong cỗ xe mây ngũ sắc do sáu con rồng kéo. |

## Tụng Long kỳ
Bán chính thức
Vào năm 1906, bài hát Tụng Long kỳ đã trở thành bài hát của quân đội và được biểu diễn trong các dịp trang trọng ở nước ngoài.
| 於斯萬年， 亞東大帝國！ 山岳縱橫獨立幟， 江河漫延文明波； 四百兆¹民神明冑， 地大物產博。 揚我黃龍帝國徽， 唱我帝國歌！ | Ở đây trong mười ngàn năm, Đại đế quốc của Đông Á! Những ngọn núi băng qua đứng một mình, Những dòng sông trải rộng là những con sóng của nền văn minh; Bốn trăm triệu người dưới sự bảo trợ của các vị thần, Vùng đất rộng lớn và sản xuất dồi dào. Vẫy lá cờ rồng vàng của đế quốc, Hát bài hát của Đế quốc chúng ta! |

## Củng Kim Âu(1911–1912)
Chính thức
Củng Kim Âu đã trở thành quốc ca chính thức của nhà Thanh trong chưa đầy một tuần khi khởi nghĩa Vũ Xương xảy ra vào năm 1911. Nó kéo dài trong khoảng một năm cho đến khi hoàn thành việc thành lập nền Cộng hòa. Lời bài hát trong tiếng Hán cổ.

## Ngũ tộc Ngũ Cộng hòa ca
Lâm thời
Sau khi thành lập Chính phủ lâm thời Nam Kinh, Bộ Giáo dục dưới quyền Thái Nguyên Bồi đã hỏi công chúng về những ứng cử viên cho bài quốc ca (cũng như quốc huy) và "Ngũ tộc Ngũ Cộng hòa ca" (五旗共和歌), với lời bài hát của Thẩm Ân Phu (沈恩孚) và âm nhạc của Thẩm Bành Viên (沈彭年), đã được phát hành dưới dạng bản nháp trên báo.
| 亞東開化中華早， 揖美追歐， 舊邦新造。 飄揚五色旗， 民國榮光， 錦繡山河普照。 我同胞， 鼓舞文明， 世界和平永保。 | Yà dōng kāihuà zhōnghuá zǎo, yī měi zhuī ōu, jiù bāng xīnzào. Piāoyáng wǔsè qí, mínguó róngguāng, jǐnxiù shānhé pǔzhào. Wǒ tóngbāo, gǔwǔ wénmíng, shìjiè hépíng yǒngbǎo. | Trung Quốc, nền văn minh sớm nhất của Đông Á, Chiêm ngưỡng Hoa Kỳ và theo đuổi châu Âu Quốc gia cũ đang được xây dựng mới. Lá cờ 5 màu trên cao, Vinh quang của nước Cộng hòa Tỏa sáng trên núi và sông. Đồng bào của ta, Chúng ta hãy hát cho nền văn minh, Hòa bình toàn cầu sẽ được bảo vệ vĩnh viễn. |

## Trung Quốc của chúng ta tuyệt vời biết bao!
Không chính thức
Cũng được gọi là "Ái quốc ca" (愛國歌), "Trung Quốc của chúng ta tuyệt vời biết bao!" (泱泱哉, 我中華!) có lời bài hát được viết bởi Lương Khải Siêu và được phổ nhạc bởi Hoa kiều tại trường Đại Đồng (大同學校), Yokohama. Được phát hành vào năm 1912, nó trở nên khá phổ biến, đặc biệt là trong giới sinh viên.
| Tiếng Trung                | Latinh hoá                                      | Dịch sang tiếng Việt                                                             |
| -------------------------- | ----------------------------------------------- | -------------------------------------------------------------------------------- |
| 泱泱哉，我中華！           | Yāng yāng zāi, wǒ zhōng huá!                    | Trung Quốc của chúng ta vĩ đại biết bao!                                         |
| 最大洲中最大國，           | Zuì dà zhōu zhōng zuì dà guó,                   | Quốc gia lớn nhất của lục địa lớn nhất.                                          |
| 廿二行省為一家，           | niàn èr háng shěng wéi yī jiā,                  | Hai mươi hai tỉnh là một gia đình                                                |
| 物產腴沃甲天地             | wù chǎn yú wò jiǎ tiāndì,                       | Sản phẩm giàu có và đất đai màu mỡ đầu tiên trên thế giới.                       |
| 天府雄國言非誇。           | tiān fǔ xióng guó yán fēi kuā.                  | Gọi quốc gia mạnh mẽ này là thiên đường trên trái đất không phải là khoe khoang. |
| 君不見英日區區三島尚掘起， | Jūn bù jiàn yīng rì qū qū sān dǎo shàng jué qǐ, | Bạn không thấy: Anh và Nhật Bản, chỉ có ba hòn đảo, vẫn thịnh vượng.             |
| 況乃堂堂我中華！           | kuàng nǎi táng táng wǒ zhōng huá!               | Trung Quốc vĩ đại của chúng ta còn hơn biết bao nhiêu?                           |
|                            |                                                 |                                                                                  |
| 結成團體，                 | Jié chéng tuán tǐ,                              | Hợp lại làm một.                                                                 |
| 振我精神，                 | zhèn wǒ jīng shén                               | Hãy làm cho các tinh thần của chúng ta trở nên phấn khích.                       |
| 二十世紀新世界，           | èr shí shì jì xīn shì jiè,                      | Trong thế giới mới của thế kỷ 20,                                                |
| 雄飛宇內疇與倫？           | xióng fēi yǔ nèi chóu yǔ lún?                   | Mạnh mẽ bay lên trong nhân loại của vũ trụ.                                      |
|                            |                                                 |                                                                                  |
| 可愛哉，我國民！           | Kě'ài zāi, wǒ guó mín!                          | Người dân chúng ta đáng yêu biết bao!                                            |
| 可愛哉，我國民！           | Kě'ài zāi, wǒ guó mín!                          | Người dân chúng ta đáng yêu biết bao!                                            |

## Khanh vân ca(1913–1928)
Chính thức
Khanh vân ca có hai phiên bản, bản thứ nhất được sử dụng vào năm 1913 và bản còn lại được sử dụng sau năm 1920.

### Bản thứ nhất
Bản quốc ca này có phần nhạc được sáng tác bởi Jean Hautstont. Lời cuối được Uông Vinh Bảo (汪荣宝) thêm vào.
| 卿雲爛兮﹑ 糺¹縵縵兮﹐ 日月光華﹐ 旦復旦兮。 時哉夫，天下非一人之天下也。 | Mây lành xán lạn, Quanh co thong thả, Trăng trời rực rỡ, Ngày lại qua ngày. Thời thay đổi, Thiên hạ không còn là của một người nữa. |

### Bản thứ hai
Tháng 11 năm 1919, Đoàn Kỳ Thụy thành lập Ủy ban Nghiên cứu Quốc ca (國歌研究會), thông qua phiên bản thứ 2 "Khanh vân ca".
- Lời bài hát (1920) bởi Chương Thái Viêm dựa theo Kinh thư.
- Nhạc (1921) bởi Tiêu Hữu Mai.

Bài hát được Quốc vụ viện (國務院) ban hành tháng 7 năm 1921.
| 卿雲爛兮﹑ 糺¹縵縵兮﹐ 日月光華﹐ 旦復旦兮。 | Mây lành xán lạn Quanh co thong thả Trăng trời rực rỡ. Ngày lại qua ngày. |

## Trung Hoa hùng lập vũ trụ gian(1915–1921)
Chính thức
Sau khi tướng Viên Thế Khải trở thành lãnh đạo của đất nước, bài hát này được Văn phòng Nghi thức (禮制館, Lễ chế quán) ban hành tháng 5 năm 1915 là quốc ca Trung Hoa Dân Quốc và được chấp thuận từ 23 tháng 5 năm 1915. Lời bài hát được sáng tác bởi Ấm Xương (廕昌) và nhạc được sáng tác bởi Vương Lộ (王露). 
| 中國雄立宇宙間﹐ 廓八埏﹐ 華冑來從崑崙巔﹐ 江河浩盪山綿連﹐ 共和五族開堯天﹐ 億萬年。 | Trung Quốc hùng dũng đứng trong Vũ trụ, Mở rộng tám hướng, Con cháu đến từ đỉnh Côn Luân. Sông hồ mênh mông, núi liên tục. Năm tộc Cộng hòa dựng trời Nghiêu, Yên vạn năm. |

## Bài hát của Cách mạng quốc gia
Lâm thời
Sáng tác bởi Trường Quân sự Hoàng Phố, "Quốc dân Cách mạng ca" (國民革命歌, Guomin Geming Ge) được phát hành vào ngày 1 tháng 7 năm 1926.

## Quốc tế ca
Khi Cộng hòa Xô viết Trung Hoa được thành lập vào năm 1931, Quốc tế ca bằng tiếng Trung đã được quyết định là quốc ca của nó, vì nó tuân theo lý tưởng của Cộng sản, đặc biệt là Liên Xô.